# Шперцът
„Шперцът“ (на английски: The Skeleton Key) е американски свръхестествен филм на ужасите от 2005 г. на режисьора Иън Софтли, по сценарий на Ехрен Крюгер и във филма участват Кейт Хъдсън, Джина Роуландс, Джон Хърт, Питър Сарсгард и Джон Брайънт.

## Актьорски състав
| Актьор         | Роля                   |
| -------------- | ---------------------- |
| Кейт Хъдсън    | Каролин Елис           |
| Джина Роуландс | Вайълет Деверо         |
| Джон Хърт      | Бенджамин „Бен“ Деверо |
| Питър Сарсгард | Люк Маршъл             |
| Джой Брайънт   | Джил Дюпей             |
| Роналд Маккол  | Папа Джъстифай         |
| Джерил Прескот | Мама Сесилия           |